# 普羅斯佩克特 (紐約州)
普羅斯佩克特（英語：Prospect）是位於美國紐約州奧奈達縣的普查規定居民點。

## 人口
根據2020年美國人口普查的數據，普羅斯佩克特的面積為1.15平方千米，當中陸地面積為1.11平方千米，而水域面積為0.03平方千米。當地共有人口248人，而人口密度為每平方千米215.65人。